# Praśastapada
Praśastapada (sanskryt प्रशस्तपाद) – filozof indyjski żyjący między IV a VI wiekiem n.e. Autor sanskryckiego dzieła zatytułowanego Padartha-dharma-sangraha („Kompendium własności kategorii”), komentarza do Wajśeszikasutry, traktatu indyjskiego filozofa Kanady.

## Poglądy i oddziaływanie
Praśastapada wprowadził do nurtu filozofii indyjskiej opartego na Wajśeszikasutrze (system filozoficzny znany jako waiśeszika) pojęcie Boga, a także teorie o stworzeniu i zniszczeniu świata. Bóg, czyli Iśwara, jest według jego koncepcji praprzyczyną wszechświata. Uważał, że wszystko, co istnieje, jest poznawalne i wyrażalne, a zrozumienie złożonej struktury świata prowadzi do wyzwolenia (tzw. moksza). Według Praśastapady świat ulega w regularnych odstępach zniszczeniu, a jego struktura składa się najprostszych, nieredukowalnych zdarzeń, faktów atomowych. W 648 roku dzieło Praśastapady, wyjaśniające filozoficzną teorię atomów w ramach systemu filozoficznego waiśeszika, przetłumaczono na język chiński. Padartha-dharma-sangraha stała się również tematem kilku komentarzy, m.in. w X i XI wieku; autorem jednego z nich był filozof Udajana.